# كينيث كول
كينيث كول (بالفرنسية: Kenneth Cole)‏ هو مصمم أزياء فرنسي، ولد في 23 مارس 1954 في بروكلين في الولايات المتحدة.

## وصلات خارجية
- كينيث كول على موقع IMDb (الإنجليزية)
- كينيث كول على موقع إن إن دي بي (الإنجليزية)
- كينيث كول على موقع قاعدة بيانات الفيلم (الإنجليزية)